# 김포 안강럭스나인

## 구성
김포시 구래동의 오피스텔은 4개동 1,613세대로 구성되어 있다.
| 동 명칭 | 층수               |
| ------- | ------------------ |
| A동     | 지하 5층~지상 10층 |
| B동     | 지하 5층~지상 10층 |
| C동     | 지하 4층~지상 10층 |
| D동     | 지하 5층~지상 10층 |